# 성 베드로 수위권 성당
성 베드로 수위권 성당(히브리어: כנסיית הבכורה של פטרוס)은 이스라엘 타브가에 있는 갈릴래아 호숫가 북서쪽에 위치한 로마 가톨릭교회 성당이다. 프란치스코회에서 관리하고 있으며, 사도들의 으뜸인 성 베드로가 예수 그리스도로부터 교황으로서의 수위권을 받은 것을 기념하기 위해 세워졌다.

## 역사
성 베드로 수위권 성당은 1933년에 건립된 현대 건물이지만, 4세기 초에 있었던 성당의 일부가 포함되어 있다. 중앙 제대 맞은편에 있는 내벽은 4세기에 건설된 성당의 유적으로 보여진다. 9세기 무렵에 이 자리는 본래 부활한 예수 그리스도가 사도들과 함께 숯불로 구운 생선을 나누어 먹은 장소라고 전해졌다. 본래 있던 성당은 타브가에 있는 다른 성당들보다 오래 살아남았지만, 결국 1263년에 파괴되고 말았다. 현재의 성당은 1933년 프란치스코회에서 건립한 것이다. 1964년 교황 바오로 6세가 이스라엘을 사목 방문했을 때, 이 성당을 찾아 참배하기도 하였다.

## 그리스도의 식탁
성 베드로 수위권 성당의 제대 앞에는 라틴어로 ‘그리스도의 식탁’이라는 뜻의 ‘멘사 크리스티(Mensa Christi)’라고 전해지는 석회암 덩어리가 있다. 전승에 따르면, 이 석회암은 부활한 예수 그리스도가 사도들과 함께 생선을 먹을 때 사용한 식탁이라고 전해진다. 또한 성 베드로가 부활한 예수 그리스도로부터 세 번이나 “내 양들을 잘 돌보아라.”라고 요청을 받은 장소라고도 전해진다(요한 21,1-14 참조). 그러나 이 석회암이 실제로 그리스도의 식탁인지에 대해서는 여전히 논쟁 중이다. 왜냐하면 똑같이 타브가에 있는 빵과 물고기의 기적 기념 성당과 나자렛에 있는 그리스도의 식탁 성당에도 역시 그리스도의 식탁이라고 전해지는 성유물이 전해지고 있기 때문이다.

## 사진

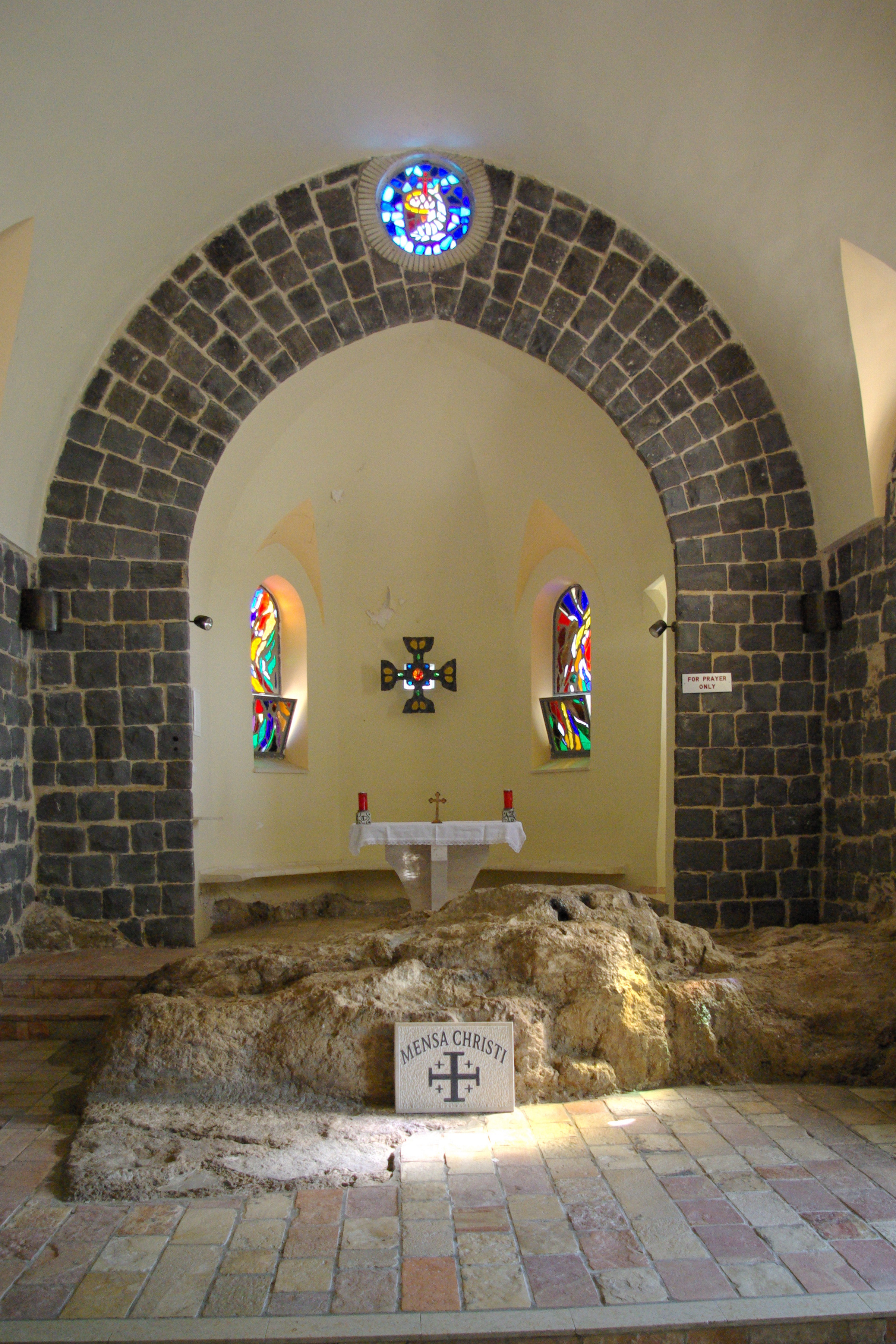
내부
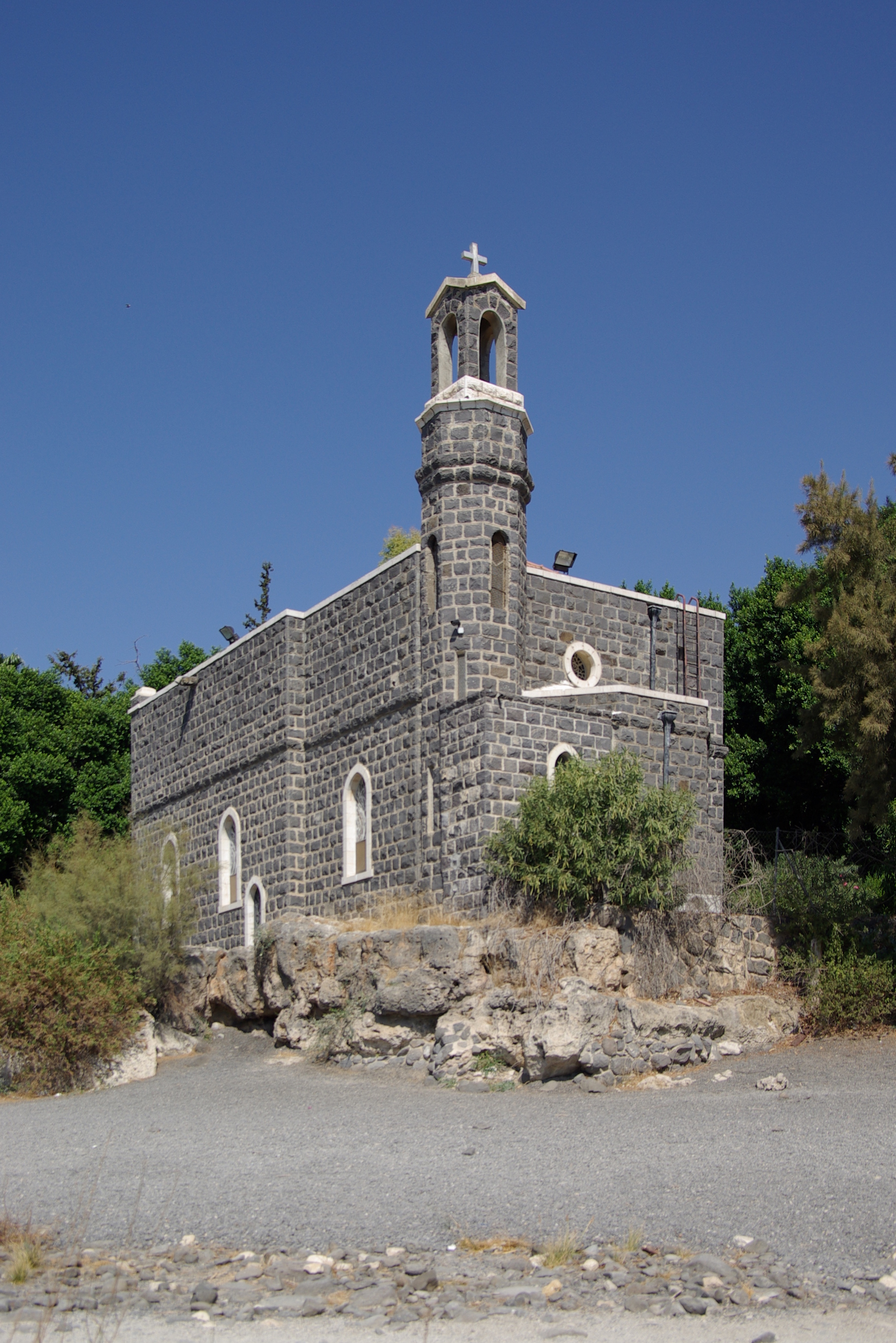
외관